# Júlio César Souza de Jesus
Júlio César Souza de Jesus (Goiânia, 27 de fevereiro de 1971) é um prelado católico brasileiro. É o atual bispo de Floriano.

## Biografia
Nasceu em Goiânia, Goiás, o quarto dos cinco filhos de Rosa Sousa de Jesus e de Hermes Alves de Jesus. Sua família mudou-se para Teresina, Piauí, quando ele tinha seis meses de idade. Foi batizado em maio de 1971, em Goiânia, e fez a primeira comunhão em 1984, na Paróquia Cristo Rei, em Teresina. Recebeu o sacramento do crisma em 1987, na Paróquia São Benedito, em Teresina.
Ingressou no Seminário Menor São José, em Teresina, em 28 de fevereiro de 1990. Concluiu seus estudos em Filosofia na Universidade Estadual do Ceará (1991-1993) e os de Teologia no Seminário Maior Sagrado Coração de Jesus, de Teresina (1994-1997).

### Presbiterado
Foi ordenado diácono em 27 de março de 1998 e presbítero no dia 27 de junho seguinte, ambos na Catedral Nossa Senhora das Dores, por Dom Miguel Câmara.
Fez mestrado em Teologia Dogmática pela Pontifícia Universidade Gregoriana, em Roma (2005-2007).
Tomou posse como pároco da Paróquia Menino Jesus de Praga em 25 de janeiro de 2014.
Em sua atuação pastoral, já atuou como vigário paroquial em diferentes paróquias de Teresina (PI). Foi administrador paroquial da Paróquia Nossa Senhora da Vitória, em Teresina. Também exerceu os ofícios de vice-reitor do Seminário de Filosofia Dom Edilberto Dinkelborg, em Teresina, e professor de Filosofia e Direito Canônico na Universidade Federal do Piauí (UFPI). Ademais já lecionou Teologia Dogmática e História da Igreja, no Instituto Católico de Estudos Superiores do Piauí (ICESPI), em Teresina. Por último, exerceu as funções de diretor espiritual da Escola Diaconal São Francisco de Assis, em Teresina, e diretor espiritual da Ordem do Carmelo, em Teresina, entre outras funções.

### Episcopado
Em 11 de julho de 2018, o Papa Francisco nomeou Pe. Júlio bispo-auxiliar da Arquidiocese de Fortaleza, preconizado com a sé titular de Arba. Sua sagração episcopal se deu na Catedral de Nossa Senhora das Dores, em Teresina, presidida por Dom Jacinto Furtado de Brito Sobrinho, arcebispo de Teresina, e concelebrada por D. Alfredo Schäffler, bispo-emérito de Parnaíba, e por D. José Antônio Aparecido Tosi Marques, arcebispo de Fortaleza, em 30 de setembro do mesmo ano. Foi apresentado para o povo e o clero da Arquidiocese de Fortaleza em 6 de outubro na Catedral Metropolitana de Fortaleza em Missa presidida por Dom José Antonio Aparecido Tosi Marques junto aos demais bispos do Regional Nordeste 1 da CNBB.
Em 7 de junho de 2024, foi nomeado como bispo da Diocese de Floriano. Sua posse canônica ocorreu em 26 de julho de 2024 no largo da Catedral de Floriano.